# Neatham
Neatham är en by i civil parish Alton, i distriktet East Hampshire, i grevskapet Hampshire i England. Byn är belägen 17 km från Petersfield. Neatham var en civil parish 1866–1932 när blev den en del av Alton och Binsted. Civil parish hade 134 invånare år 1931. Byn nämndes i Domedagsboken (Domesday Book) år 1086, och kallades då Neteham.